# Luciano Padovese
Luciano Padovese (Pordenone, 23 dicembre 1932 – Pordenone, 20 dicembre 2022) è stato un teologo italiano.

## Biografia

### Il teologo
sacerdote e della Chiesa cattolica e teologo morale, ha insegnato presso lo Studio Teologico del seminario di Concordia-Pordenone (affiliato alla Facoltà teologica del Triveneto) e all'Istituto superiore di scienze religiose di Portogruaro, ed è stato membro del Comitato di presidenza del Consorzio Universitario di Pordenone.
Nell'ambito della diocesi di Concordia-Pordenone, nella quale era incardinato, è stato responsabile della Commissione giustizia e pace, e ha fondato il centro culturale-editoriale "Presenza e cultura". Ha inoltre ricoperto la funzione di giudice del Tribunale ecclesiastico regionale triveneto.
Ha scritto vari libri d'etica sociale e di teologia morale e sociale. Nel suo approccio dell'etica il Padovese parte da una definizione molto sintetica della morale: « La morale è la ricerca della felicità attraverso degli orientamenti di vita ». E qual è il principio fondamentale del suo insegnamento? « È la centralità della persona »: « la centralità della persona, la sua libertà, la sua autonomia, la capacità di essere responsabile. La morale non intesa più, quindi, come obblighi ai quali attenersi passivamente con un atteggiamento di tipo infantile, ma orientamenti o regole che devono esse fatti propri dalla coscienza ». Questo principio, secondo il Padovese, si applica ai diversi aspetti della vita umana: « La valorizzazione della persona, secondo me, non riguarda solo la morale, ma anche altri ambiti: il lavoro, la politica, la famiglia, l'amore ». Per sviluppare un discorso adatto a una società occidentale sempre più segnata al relativismo, don Padovese cerca di fondarsi sulle scienze umane e l'esperienza di vita. Su questa base cerca di proporre degli orientamenti e delle motivazioni di carattere biblico-teologico o antropologico.

### L'operatore culturale
Ha presieduto al Centro Culturale Casa A. Zanussi Pordenone e ha diretto il mensile culturale Il Momento. Padovese ha pubblicato vari libri e monografie di artisti. Ha scritto inoltre alcune opere teatrali.
Luciano Padovese è stato vicepresidente della Fondazione cassa di risparmio di Pordenone, un ente benefico che sostiene attività culturali.
Al centro della riflessione di Padovese sta il concetto di cultura intesa come luogo di incontro e di dialogo tra il cristianesimo e la modernità. Per questo il centro culturale Zanussi nei suoi quasi cinquant'anni di attività ha organizzato dibattiti convocando le personalità più importanti della vita economica e culturale del Paese, per promuovere un dialogo, in cui protagonista è il pubblico stesso ("presenza e cultura"). Il Centro culturale organizza periodicamente mostre artistiche e, ospitando l'IRSE (Istituto Regionale di Studi Europei), è da sempre impegnato a promuovere lo spirito che ispira il progetto di unificazione europea. 
Interprete e artefice dell'incontro tra cristianesimo e modernità, Padovese costituisce in Italia figura importante di riferimento, teologico e pastorale, dell'umanesimo cristiano contemporaneo.

## Pubblicazioni

### Scritti su teologia, morale, scienze sociali
- Luciano Padovese, Capitalismo, marxismo e cristianesimo, Pordenone, Presenza e Cultura, 1979, pp. 84
- Luciano Padovese, Impegno morale del cristiano, dalla radicalità evangelica una proposta di novità, Pordenone, Centro Iniziative Culturali, Serie Storia, cultura, arte, economia, 1984, pp. 325
- Luciano Padovese, La Chiesa e il sociale: Per una presenza protagonista dei cristiani, Pordenone, Presenza e Cultura, 1993, pp. 43
- Luciano Padovese, Giovani oggi: Tra antiche radici e nuovi valori, Pordenone, Presenza e Cultura, 1993, pp. 50
- Luciano Padovese, Questioni particolari di etica nell'esercizio del sacramento della riconciliazione, Pordenone, Presenza e Cultura, 1994, pp. 57
- Luciano Padovese, Per un'etica della responsabilità. Dalla questione morale alla radicalità cristiana, Pordenone, Presenza e Cultura, 1994, pp. 148
- Luciano Padovese, Impegno morale del cristiano. Dalla radicalità evangelica una proposta di novità, Pordenone, Presenza e Cultura, Edizione: 5°, 1996, pp. 328. ISBN 9788887963038
- Luciano Padovese, La vita umana. Lineamenti di etica cristiana, Cinisello Balsamo, San Paolo Edizioni, 1996, pp. 344. ISBN 9788821531187
- Luciano Padovese, Rendere ragione della speranza. Appunti sul fondamento dell'esperienza cristiana, Pordenone, Presenza e Cultura, 1999, pp. 128. ISBN 9788887963083
- Luciano Padovese, Capirsi per capire. Itinerario etico alla comunicazione, Pordenone, Presenza e Cultura, 1999, pp. 96. ISBN 9788887963076
- Luciano Padovese, Verso il nuovo senza paura. Un tempo da vivere nella speranza, Pordenone, Presenza e Cultura, 2000, pp. 132. ISBN 9788887963106
- Luciano Padovese, Risurrezione nel quotidiano. Esperienza di fede, IRSE, Collana Argomenti, n° 7, 2005, pp. 60. ISBN 9788887963151
- Luciano Padovese, Il gioco della vita per una felicità possibile, Pordenone, Presenza e Cultura, 2006, pp. 96. ISBN 9788887963168
- Luciano Padovese, Giuseppe Ragogna, La speranza, Pordenone, Edizioni Biblioteca dell'Immagine, 2007, pp. 150. ISBN 9788889199732
- Luciano Padovese, Amore, Pordenone, Presenza e Cultura, 2007, pp. 72. ISBN 9788887963175
- Luciano Padovese, Nulla da buttare, Pordenone, Edizioni Biblioteca dell'Immagine, 2007, pp. 150. ISBN 8889199733
- Luciano Padovese, Se vuoi essere felice: Per una morale positiva e gioiosa, Pordenone, Concordia 7, 2008, pp. 20
- Luciano Padovese, Nuovi stili di vita in un mondo che cambia, Pordenone, Concordia Sette, Presenza e Cultura, 2009
- Luciano Padovese, Uomo e donna a immagine di Dio. Lineamenti di morale sessuale e familiare, Edizioni Messaggero (EMP), Facoltà Teologica del Triveneto, 4ª edizione, 2010 (1a ristampa), pp. 384. ISBN 9788825020205

### Altri scritti
- Dino Menichini, Giancarlo Pauletto, Luciano Padovese, Diamante, Pordenone, Edizioni d'Arte, Centro di Iniziative Culturali, 1974
- Luciano Padovese, Giancarlo Pauletto, Gianquinto, 1968-1978: Dieci anni, Pordenone, Centro Iniziative Culturali, 1979, pp. 28
- Giuseppe Bergamini, Luciano Padovese, Sergio Tavano, Friuli Pittoresco, con disegni di Aldo Bressanutti, Trieste, Edizioni Italo Svevo, 1980, pp. 178
- Marcello Venturoli, Giancarlo Pauletto, Luciano Padovese, Angelo Variola: retrospettiva di pittura e grafica, Pordenone, Edizioni Concordia 7, Edizioni d'arte, 1981, pp. 153
- Luciano Padovese, Giancarlo Pauletto, Artisti del Friuli occidentale, Pordenone, Centro Iniziative Culturali, 1984, pp. 22
- Giancarlo Pauletto, Luciano Padovese, Pizzinato a Maniago, catalogo della mostra, Pordenone, Edizioni Concordia 7, Centro Culturale A. Zanussi, 1984, pp. 95
- Dante Spagnol, Luciano Padovese, Amedeo Giacomini, Arrigo Sedran, Un cristian pal mont: Laudis furlanis dal Kenya (Poesia), con disegni originali di Virgilio Tramontin, Pordenone, Edizioni Concordia 7, 1985, pp. 80
- Abramo Freschi, Luciano Padovese, Giancarlo Pauletto, Giorgio Igne inaugura il museo diocesano, Pordenone, Concordia 7, 1989, pp. 24
- Luciano Padovese, Itinerario culturale di un territorio. Contributi a un dibattito sull'identità del Friuli occidentale, Pordenone, Centro Iniziative Culturali, Collana Storia cultura arte economia, 1989, pp. 250
- Luciano Padovese (a cura di), Sesto al Reghena e il suo territorio. Il problema della tutela e della valorizzazione del patrimonio storico, artistico e ambientale, Pordenone, Presenza e Cultura, Collana Quaderni di ricerca, 1992, pp. 32. (Ricerca condotta per conto dell'Amministrazione di Pordenone, a cura del gruppo di studio formato da Luciano Padovese (coord.), Renzo Carniello, Paolo De Rocco, Caterina Furlan.)
- Luciano Padovese, Giancarlo Pauletto, Murtić. Guerra perché, Pordenone, Centro Iniziative Culturali, 1994, pp. 48
- Angelo Bertani (a cura di), Luciano Padovese, Mario Pauletto, Pordenone, Centro Iniziative Culturali, 1994, 76 pagg.
- Luciano Padovese, Giancarlo Pauletto, Mascherini: cento disegni, Pordenone, Edizioni Concordia 7, 1996, pp. 31
- Luciano Padovese, Giancarlo Pauletto, Bordini, Pordenone, Concordia 7, 1999, pp. 47
- Luciano Padovese, Giancarlo Pauletto, Fotografie 1965-2000. Casa studente Pordenone, Pordenone, Centro Iniziative Culturali, 2000, pp. 170. ISBN 9788884260956
- Maria Francesca Vassallo, Giancarlo Pauletto, Luciano Padovese, Fausta Squatriti: Via Crucis, Pordenone, Edizioni Concordia 7, Serie: arte, 2000, pp. 6
- Dante Spagnol, Luciano Padovese, La not dai muars: Dramma in due atti ambientato nella Prima Guerra Mondiale, (Teatro), Pordenone, Edizioni Concordia 7, 2001, pp. 88. ISBN 88-8426-005-1
- Luciano Padovese, E. Bartolini, Ellepi, Pordenone, Centro Iniziative Culturali, 2005, pp. 359. ISBN 9788884260185
- Luciano Padovese, Il buon uso della lentezza. Per valorizzare il tempo, Pordenone, Edizioni Concordia 7, Serie: cultura, 2008, pp. 28
- Francesca Vassallo, Luciano Padovese, Giancarlo Pauletto, Anzil. Gli anni Sessanta e opere inedite 1935-1990, Pordenone, Centro Iniziative Culturali Collana: Protagonisti, 2009. ISBN 9788884260406